# ノーンプラードゥック駅

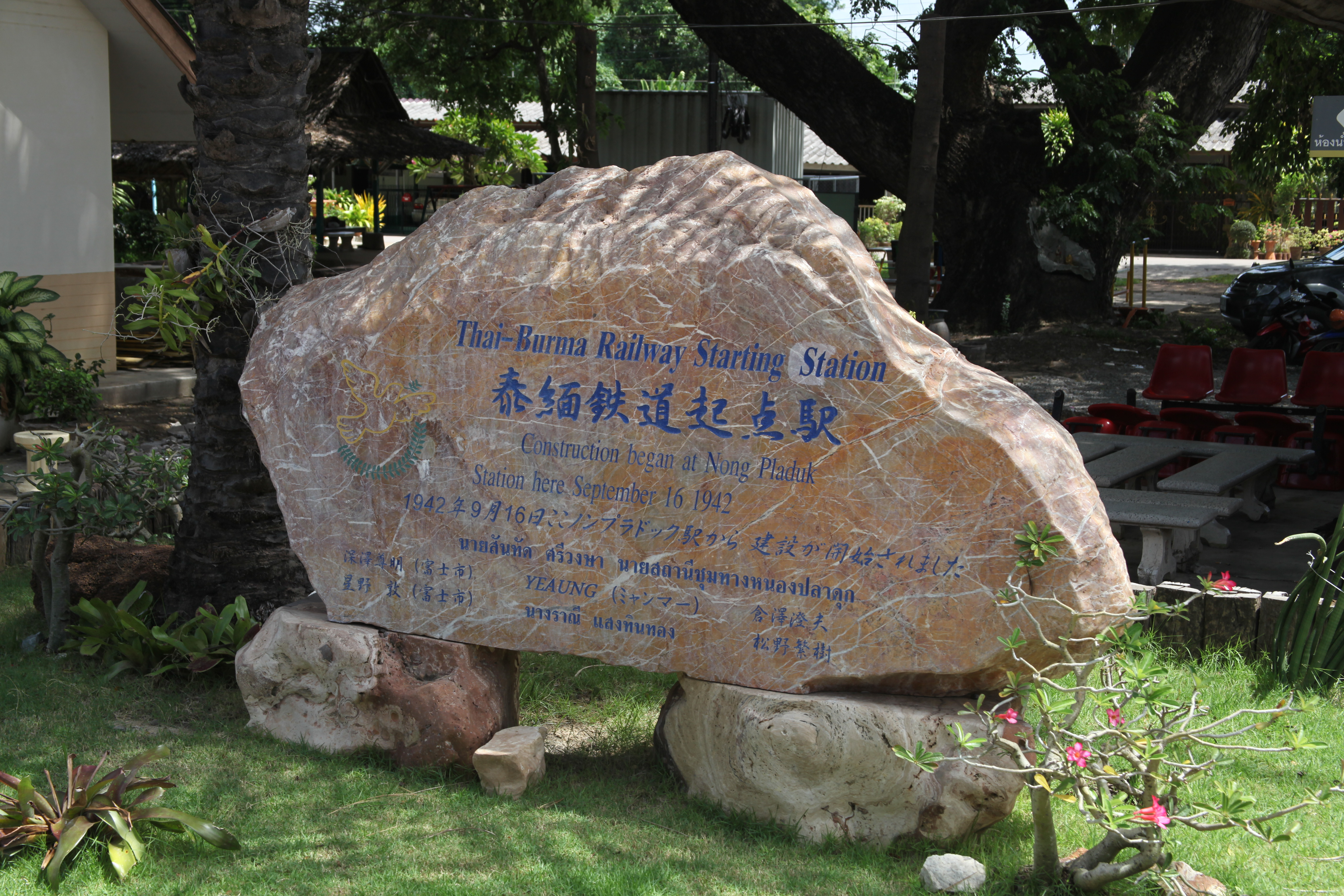
ノーンプラードゥック駅に設立された泰緬鉄道建設の石碑

ノーンプラードゥック駅（ノーンプラードゥックえき、タイ語:สถานีรถไฟชุมทางหนองปลาดุก）は、タイ王国中部ラーチャブリー県バーンポーン郡にある、タイ国有鉄道南本線の駅である。

## 概要
ノーンプラードゥック駅は、タイ王国中部ラーチャブリー県の人口17万人が暮らすバーンポーン郡にある、タイ国有鉄道南本線の駅である。当駅は、タイ国鉄鉄道駅の中で3路線が乗り入れている唯一の駅である（貨物線が乗り入れているケンコーイ駅、及びバンコク都内都市交通駅を除く）であるが、当駅乗り入れ列車は8往復の普通列車のみである（特急、急行、快速は停車しない）。なお、ノーンプラードゥックとはタイ語で「鯰（ナマズ）沼」の意味である。

### ナムトック支線
ナムトック支線には週末に限り観光列車として（下り）909・（上り）910列車が設定されている。両列車はフワヒン方面の（下り）911・（上り）912列車との併結運転で、当駅で分割・併結が行われる。

### スパンブリー支線
輸送密度が非常に低いことで知られるスパンブリー支線は、過去に特急列車を走らせる試みもあったが、普通旅客列車が毎日1往復のみ運転される状況が続いていた。
2022年3月時点では、下り355列車が日曜、上り356列車が月曜のみ運転されるという週1往復体制に変更されている。なお他の曜日は当駅を終点・起点としてバンコク側のみ毎日運転されている。
一方で、支線では初となる貨物輸送実験が2022年3月22日より開始された。

## 歴史
1903年6月19日、当駅を含むタイ国鉄南本線第一期区間トンブリー - ペッチャブリー駅間が開通。
第二次世界大戦中大日本帝国陸軍による泰緬鉄道の建設が、1942年6月より開始され、1943年10月に全通した。戦後タイ政府が連合軍より購入し、整備の上再開された。
当駅開設より60年後の1963年6月16日に、3番目の路線であるスパンブリー線が開設された。その後当線のスパンブリー駅より、北本線バンパワイ駅（クルンテープ駅より127.44km地点）までの接続計画もあったが、実現せずに今日に至っている。
- 1903年6月19日 【開業】旧トンブリー駅 - ペッチャブリー駅 (150.49km)
- 1949年6月24日 【開業】ノーンプラードゥック分岐駅 - カーンチャナブリー駅 (52.85km)
- 1963年6月16日 【開業】ノーンプラードゥック分岐駅 - スパンブリー駅 (77.41km)

## 計画
- 当駅を含め南本線（ナコーンパトム - チュムポーン間）複線化事業が進行している。

2023年完成予定（2021年時点）。
- 前述のスパンブリー以北延伸計画のほか、スパンブリー支線ノーンパクチー停車場で分岐し、北本線マップラーチャン駅（アユタヤ県）に至るバイパス新線構想が存在する[1]。本計画はナムトック支線の改良計画を兼ねており、当駅は本線接続駅の役割を引き続き担う予定。

## 駅構造
単式及び島式1面の複合型ホーム2面2線をもつ地上駅であり、駅舎はホームに面している。

## 駅周辺の施設等
民家に囲まれ閑散としているが、南本線複線化事業に伴い、工事車両基地が設置された。